# Der Hund (Drewitz)
Der Hund ist eine erstmals 1963 erschienene Erzählung von Ingeborg Drewitz.

## Inhalt
Der Erzähler ist ein geschiedener Mann fortgeschrittenen Alters, dessen Ehe nach dem Unfalltod eines seiner Kinder zerbrach. Er findet zwar in der jüngeren Ilse eine neue Partnerin, fühlt sich aber zurückgesetzt, da sie ihren Hund Sultan stets bevorzugt. Auch mit seinem Berufsleben ist der Architekt, dem nie ein bedeutender Posten zuteilwurde, unzufrieden. Seine schlechte Gemütslage bekämpft er bedarfsweise mit Alkohol.
Eines Abends besucht der Erzähler seine Freundin und stellt sich dabei vor, wie ein Familienleben mit ihr aussehen könnte. Da in ihm die Befürchtung aufkommt, darin auch nur eine Nebenrolle zu spielen, erwürgt er in seinem Zorn Sultan und verlässt fluchtartig die Wohnung.
Am Ende zieht der Architekt, nach Alkohol verlangend und die bisherigen Verpflichtungen seines Lebens negierend, vor sich hin singend die Straße entlang.

## Veröffentlichungen
Das Werk war Teil des Bandes Im Zeichen der Wölfe, der 1963 vom Verlag Sachse & Pohl veröffentlicht wurde. Volk und Welt gab die Geschichte im Rahmen der Reihe Erkundungen auch in der DDR heraus.